# Toyota Camry
 (octobre 220).
La Toyota Camry est une voiture de taille moyenne fabriquée par Toyota à Georgetown dans le Kentucky (États-Unis), ainsi qu'en Australie, en Chine, à Tsutsumi au Japon et à Saint-Pétersbourg en Russie (depuis 2007).
La première version a été lancée en 1979, et elle est en 2019 la berline la plus vendue au monde avec 19 millions d'exemplaires en quarante ans, avec la 8e génération.

## Celica Camry (1979-1982)
Le nom déposé Camry est dérivé de celui d'une berline à quatre portes, se voulant similaire à la Toyota Celica, appelée Celica Camry. Cette dernière correspond aux séries A40/A50 du constructeur Toyota. La Celica Camry a fait ses débuts commerciaux en janvier 1980 dans les concessions Toyota Corolla Store au Japon. La production a débuté en décembre 1979 à l'usine de Tsutsumi à Toyota, dans la préfecture d'Aichi. En dépit de l'évocation de la Toyota Celica dans le nom du modèle, la Celica Camry partage peu de composants avec son homonyme et possède plus de points communs avec la Carina (A40/A50). En effet, la base est celle d'une Carina à l'avant rallongé incorporant des éléments de style tels que le motif de grille en forme de T propre à la Celica XX/Supra (A40). Strictement parlant, la Celica Camry n'est pas la première génération de Camry, mais plutôt son prédécesseur.
La Celica Camry est un modèle à moteur avant et à propulsion dont la version A40 est équipée d'un système de suspension à essieu rigide à 4 points, avec des moteurs à essence en ligne de 1,6 litre pour le 12T-U (TA41) et 1,8 litre 13T-U (TA46). Elle est déclinée en version 1600 LT, 1600 XT, 1800 LT, 1800 XT et 1800 XT Super Edition. En août 1980, la A50, version plus luxueuse, voit le jour avec des suspensions indépendantes MacPherson à l'avant et des bras classiques à l'arrière. Les quatre freins sont à disque,,. La série TA57 1800 SX reçoit le moteur 3T-EU de 1,8 litre,. Les versions 2,0 litres 2000 SE, pourvues du moteur 21R-U , et les GT 2000 à moteurs 18R-GEU, correspondent respectivement  aux dénominations constructeur RA56 et RA55.

## Toyota Camry V10 (1982-1986)

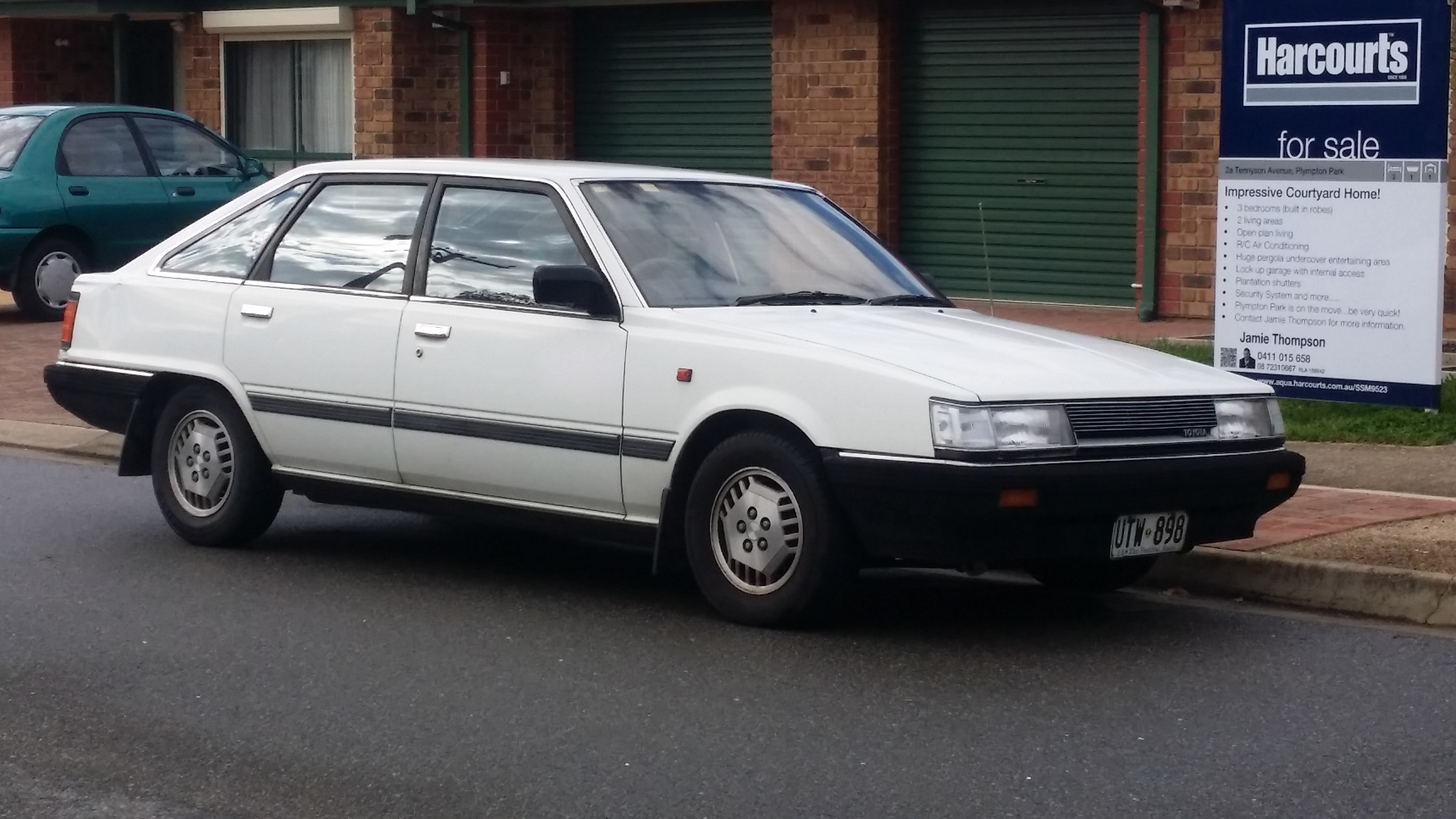

Toyota a commencé la production de la première génération de la série Camry en mars 1982 à l'usine de Tsutsumi. Désigné le code de modèle V10, lorsqu'il était équipé de moteurs à essence série S, il était connu comme le SV10, SV11 ou SV12 en fonction de la version exacte. De même, les versions diesel de la série C sont identifiées par les codes CV10 et CV11. Sorti sur le marché japonais le 24 mars 1982, Toyota a publié la série V10 en tant que berline à quatre portes berline vendue aux concessionnaires Toyota Corolla Store. Dans le même temps, un modèle jumelé-le Toyota Vista-lancé comme une Camry rebadged vendu à des emplacements distincts Toyota Vista Store. Des versions à cinq portes et à hayon du Vista sont arrivées sur le marché en août 1982, mais en dehors des marchés d'exportation, la Camry est restée exclusivement une berline. Ces voitures ont servi au-dessus des Toyota Carina et Corona de taille comparable dans la hiérarchie Toyota. Contrairement à la Celica Camry précédente, les exportations ont été réalisées avec la première génération de Camry en Australie, en Europe et en Amérique du Nord.

## Toyota Camry V20 (1986-1992)

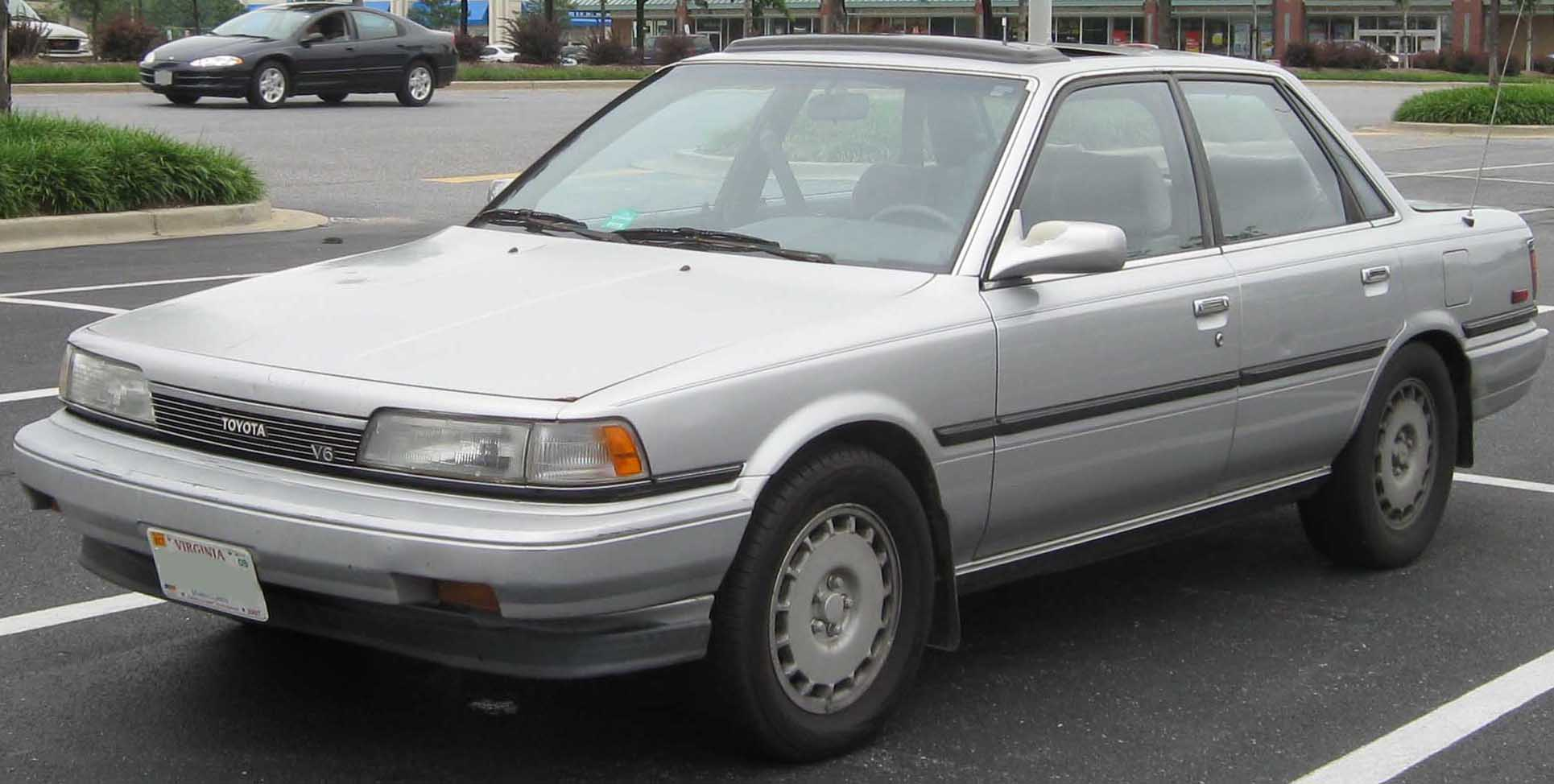

La deuxième génération, très prisée et recherchée en diesel td en Europe, la série V20 Camry est commercialisée en août 1986 au Japon. Comme avec la série précédente, il y avait encore un modèle Vista parallèle pour le marché intérieur que Toyota a publié simultanément. V20 Camry et Vista berlines a continué avec la configuration de la berline à quatre portes. Pour les marchés d'outre-mer, Toyota a émis un break pour la première fois. Le Vista a également lancé avec une berline à toit rigide à quatre portes avec des panneaux de carrosserie uniques à la place du liftback offert avec la voiture précédente, un corps étendu à la Camry en août 1988. Pour atteindre une allure plus sportive avec des proportions plus basses et plus larges, Toyota a réduit la hauteur du toit rigide de 25 mm au-dessus de la berline. Non destiné à l'exportation, ce hardtop avec peu de modifications formerait plus tard la base de la Lexus ES 250 haut de gamme mais conçue à la hâte pour les clients nord-américains de juin 1989 à 1991. Toyota a précipité l'ES 250 en tant que mesure provisoire pour étoffer la nouvelle gamme de Lexus afin de ne pas lancer le modèle phare LS 400 en tant que modèle autonome.

## Toyota Camry V30 (1990-1994)

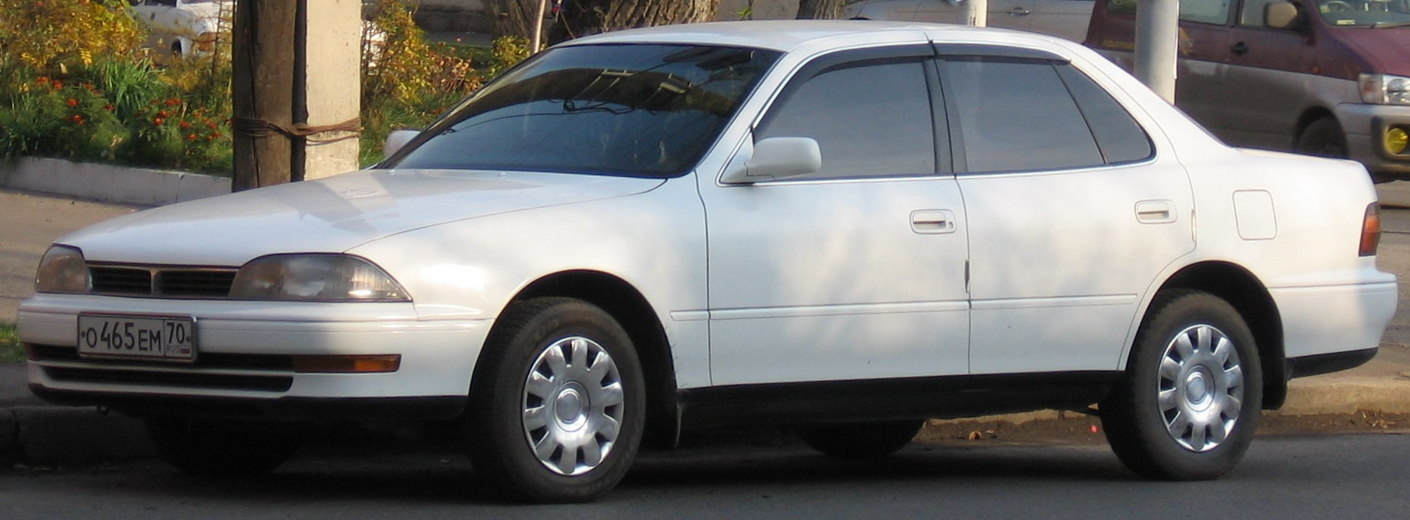

Introduite exclusivement au Japon en juillet 1990, la Camry V30 portait la berline à quatre portes et une berline à toit rigide de style différent. Comme avant, n'importe quelle forme pourrait être eue dans une variété de marque Vista avec un style révisé. Les deux organismes constitueront également la base des versions élargies de la version XV10 à large fuselage de septembre 1991, destinées principalement aux marchés internationaux. Le V30 est resté plus petit que le XV10 pour offrir aux acheteurs un véhicule dans la catégorie d'immatriculation «à cinq chiffres» concernant les dimensions extérieures et la cylindrée du moteur pour les règlements sur la taille des véhicules japonais. Les règles exigeaient une largeur de carrosserie inférieure à 1,7 mètre (5,6 pieds), une longueur inférieure à 4,7 mètres (15,4 pieds) et des moteurs de 2 000 cm3 ou moins. Les berlines au format à large fuselage se vendraient à l'étranger comme la Camry XV10, identique à la plus petite V30 à de nombreux égards, à l'exception du style avant et arrière qui est greffé sur un corps et un intérieur autrement inchangés. Les berlines hardtop engendreraient la Lexus ES 300 de luxe (XV10), qui encore une fois coupleraient le profil latéral existant avec des conceptions avant, arrière et intérieures remises à neuf. L'ES 300 orientée vers l'exportation se vendrait comme la Toyota Windom au Japon.
Les dimensions ont augmenté légèrement avec la longueur du corps de la berline étendue à 4 600 mm, et pour les hardtops Vista et Camry à 4 630 et 4 370 mm, respectivement. Écrit par Osamu Shikado, le design du V30 est beaucoup plus rond que celui de la série V20. Les berlines purgent la serre à six fenêtres de la V20 pour une installation en quatre parties avec des châssis de fenêtres intégrés. À l'avant, les phares incurvés de la berline convergent avec un insert de calandre mince; les hardtops obtiennent un assemblage avant plus mince avec des lumières plus étroites, et le C-pilier est ratissé plus brusquement. Les wagons de base obtiennent le codage intégral des couleurs de leurs composants extérieurs périphériques.
La suspension à quatre roues motrices/à ressorts hélicoïdaux du V20, mais en option sur les trims à traction avant haut de gamme, Toyota a ajouté une suspension électronique à modulation de la sensibilité des roues (TEMS) et une direction à quatre roues sensible à la vitesse.
Les groupes motopropulseurs disponibles étaient trois moteurs essence à quatre cylindres en ligne - le 4S-FE de 1,8 litre, plus les unités 3S-GE et 3-GE de 2,0 litres, plus performantes. Toyota a également mis à disposition le quatre cylindres en ligne turbo-diesel 2C-T de 2,0 litres et, pour le modèle phare Camry Prominent seulement, le V6 essence 2,0 litres. Plus tard, Toyota a proposé le 4VZ-FE, un V6 essence de 2,5 litres sur ce dernier modèle.
Un modèle mis à jour a été publié en juillet 1992. La portée des changements a varié d'une nouvelle calandre plus grande et d'une unité de climatisation révisée. Dans le même temps, le package touring ZX est apparu à la place de GT, que Toyota a abandonné en conjonction avec son 3S-GE.

## Toyota Camry V40 (1994-1998)

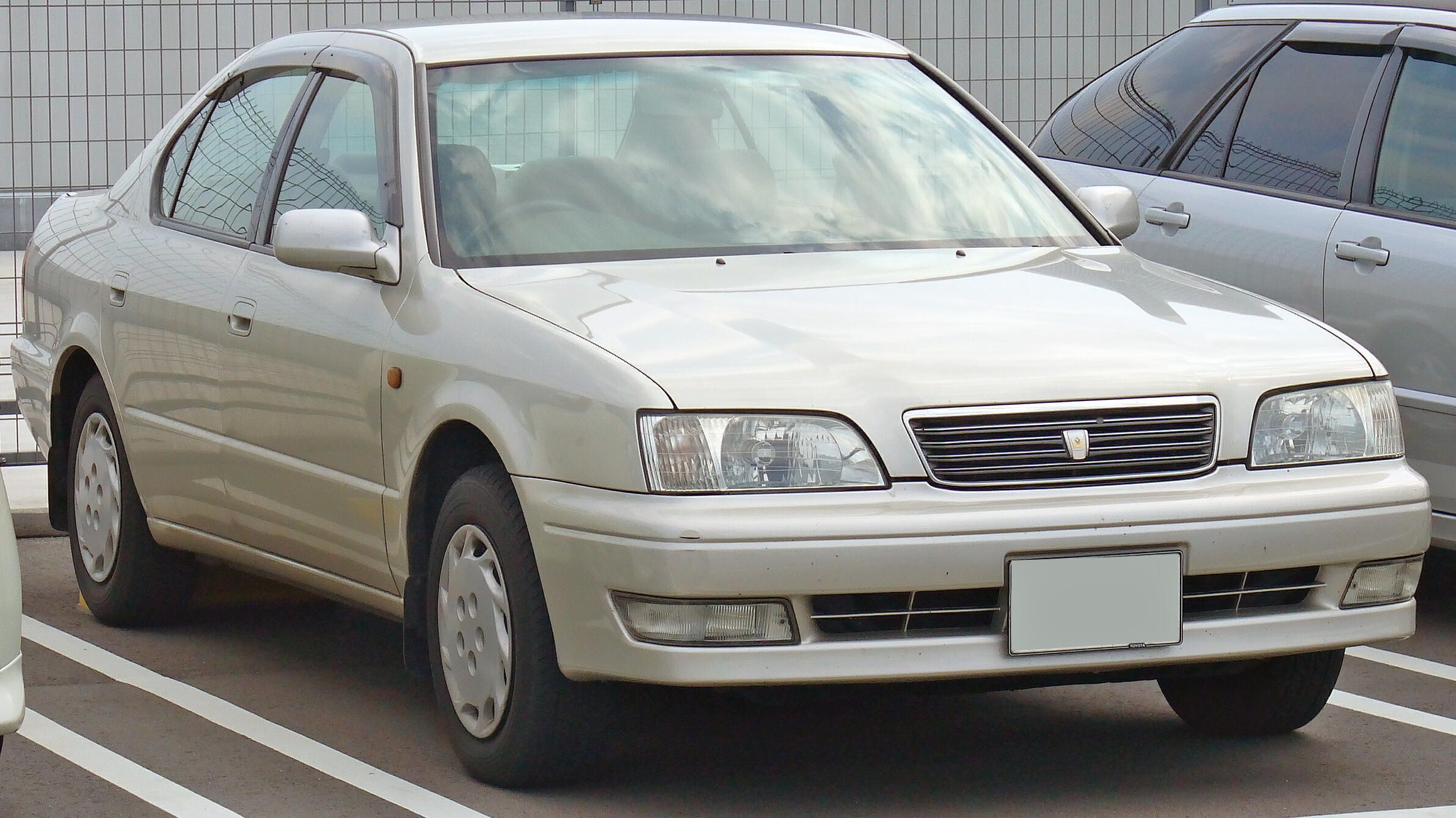

La Camry V40 est apparue en juillet 1994 exclusivement pour le marché japonais. Le jumeau de Toyota Vista a continué, bien que le hardtop Camry Prominent n'était plus offert; Seul le Vista était disponible en hard-top. Comme avant dans les générations précédentes, la Camry était exclusive à Toyota Corolla Store, tandis que le Vista était uniquement disponible dans les magasins Toyota Vista.
La V40 a continué à être construite autour de la fourchette de longueur de 4 700 mm × 1 700 mm, héritage d'une loi fiscale japonaise. La voiture mesure 100 mm de plus que son prédécesseur.
Les moteurs de la V40 étaient de 1,8 litre (type 4S-FE) et de 2,0 litres (type 3S-FE), et un turbodiesel de 2,2 litres (type 3C-T). Au lancement, seul le modèle de 2,0 litres était disponible en mode quatre roues motrices, bien que le turbodiesel de 2,2 litres puisse ensuite être optionnel avec ce système.
Toyota a mis à jour la V40 en juin 1996. Dans la mise à jour, les freins antiblocage et les airbags doubles sont devenus des équipements de série. Après 1998, le marché japonais de Camry et l'international Camry s'enchaînent, le Vista reprenant les rôles de V30 et V40 Camry.

## Toyota Camry V50 (1998-2003)
La génération V50 n'était pas disponible comme une Camry seulement comme une Vista comme une berline et un break appelé Vista Ardeo. Des moteurs de 1,8 L et de 2,0 L étaient disponibles. L'intérieur comprend un tableau de bord/un écran de navigation central.
Vista V50 est important parce que c'est l'un des premiers fruits des efforts de renouvellement de la plate-forme de Toyota à l'échelle de l'entreprise connue sous le nom MC. Les études pour la nouvelle plate-forme de traction avant (FWD) et la disposition de l'emballage ont commencé en 1993 et sont apparues sur le marché en février 1997 dans la Toyota Prius, mais la Vista est la première production de masse FWD Toyota avec une nouvelle plate-forme. Toyota affirme que c'est la première vraie refonte et repenser ses plates-formes FWD depuis la Camry/Vista de 1982. Avec cette plate-forme, Toyota négocie arrière MacPherson Struts pour une configuration d'essieu à poutre de torsion. Une configuration à double triangulation est disponible pour la transmission intégrale. Toyota a également basculé l'orientation du moteur de sorte que le collecteur d'admission est à l'avant, ce qui améliore l'efficacité de l'espace.
La production du Vista a pris fin en septembre 2003, alors que Toyota se préparait à renommer les concessionnaires Vista en tant que réseau de concessionnaires Netz. La décision de simplifier la concession de Toyota est intervenue à la lumière du lancement imminent de Lexus au Japon, prévu en août 2005. En avril 2005, le processus était terminé et tous les concessionnaires Vista devenaient des concessionnaires Netz. En Octobre 2003, le Vista a été remplacé par la deuxième génération Avensis.

## Toyota Camry XV10 (1991-1996)
En 1990, Toyota a remplacé la V20 Camry compacte par la série japonaise V30, exclusivement destinée au marché. Toutefois, les marchés internationaux tels que l'Australie et l'Amérique du Nord ont reçu une version élargie de la V30, connue sous le nom de série XV10. Bien que légèrement plus grand que le V20, le V30 devait se conformer aux normes de la dimension japonaise, qui limitaient la largeur de la voiture à 1 700 mm et la longueur à 4 700 mm pour une obligation fiscale moindre. Particulièrement aux États-Unis, ce modèle plus étroit a été considéré comme compromis, limitant ainsi son potentiel de ventes. En conséquence, la Camry de taille moyenne à fuselage large (XV10) lancée en Amérique du Nord en 1991 a été mise au point à partir de 1988 et le modèle définitif a été gelé plus tard dans l'année. C'est avec le XV10 que Toyota a amélioré le statut de la Camry à sa deuxième « voiture mondiale » après la Corolla, avec des exportations à partir de l'Australie vers l'Asie du Sud-Est. Le Japon a également reçu le modèle XV10 plus large, bien qu'il ait été vendu sous le nom de Toyota Sceptre. Toyota a choisi le nom «Sceptre» comme une référence à la tradition de nommage Camry/Couronne, comme un «sceptre» est un bâton d'ornement symbolique tenu par un monarque au pouvoir, un élément important de royal regalia.
Le plus petit V30 Camry varié dans d'autres domaines en dehors de la taille. Bien que les fondations, les portes et les garde-boues et les éléments de conception de base étaient communs aux deux voitures, la petite Camry arborait un traitement de style avant et arrière plus anguleux, tandis que le modèle à large fuselage présentait une silhouette plus ronde. C'était un départ de la Camry de la génération V20 qui, bien qu'ayant beaucoup plus de panneaux arrondis que la série V10, était néanmoins généralement en forme de dalle. Un coupé Camry à deux portes a été ajouté pour concurrencer le coupé Honda Accord. Cependant, la Camry Coupé n'a jamais été populaire et a été abandonnée en 1996. Une Camry à deux portes ne serait pas réintroduite avant 1999, avec la Toyota Camry Solara.
Le modèle V30 japonais a été remplacé par la Camry V40 en 1994, mais il s'agissait également d'un modèle exclusivement japonais. Les marchés internationaux ont plutôt conservé le XV10 plus large jusqu'à son remplacement par le XV20 en 1996. Les modèles V40 et XV20 ont été vendus côte à côte sur le marché japonais jusqu'en 1998. À cette époque, le Vista V50 a pris la place de la V40, mettant fin à la période de Camrys séparée pour les marchés japonais et internationaux.
Le XV10, à son niveau le plus basique, offrait un moteur à quatre cylindres de 5 litres de 2,2 litres, contre 2,0 litres dans les modèles V20 et V30 Camrys. Cette unité a produit 97 kW (132 ch) de puissance et 197 N m de couple, bien que les chiffres exacts aient légèrement varié selon le marché. Des augmentations de puissance et de cylindrée ont également été reçues pour le moteur V6. L'unité 3VZ-FE de 3,0 litres était évaluée à 138 kW (188 ch) et à 264 N m. Un tout nouveau V6 1MZ-FE en aluminium a fait ses débuts dans les modèles nord-américains à partir de 1993 pour l'année modèle 1994, avec d'autres marchés conservant le 3VZ-FE V6. La puissance et le couple ont atteint 140 kW (190 ch) et 275 N m, respectivement.
En Australie, le moteur V6 Camry a été marqué Camry Vienta quand lancé en 1993, devenant plus tard le Toyota Vienta en 1995[incompréhensible]. En Afrique du Sud, la XV10 Camry a été fabriquée par Toyota SA à Durban de 1992 à 2002, offrant à la fois les moteurs de 2,2 litres et de 3,0 litres, ainsi qu'un moteur de 2,0 litres dérivé du Celica. Seule une configuration berline était disponible. Ceux-ci ont également été commercialisés et vendus en Namibie, au Botswana et au Zimbabwe.
Une variante du modèle V6 du marché britannique - adapté à l'essence sans plomb à indice d'octane 91 plutôt que 95 - a été lancée en Nouvelle-Zélande en 1991. Ces modèles japonais ont été remplacés par une ligne australienne, avec une spécification néo-zélandaise unique. 1993 à quel point le 2,2 litres I4 a été offert aussi bien.

## Toyota Camry XV20 (1996-2001)

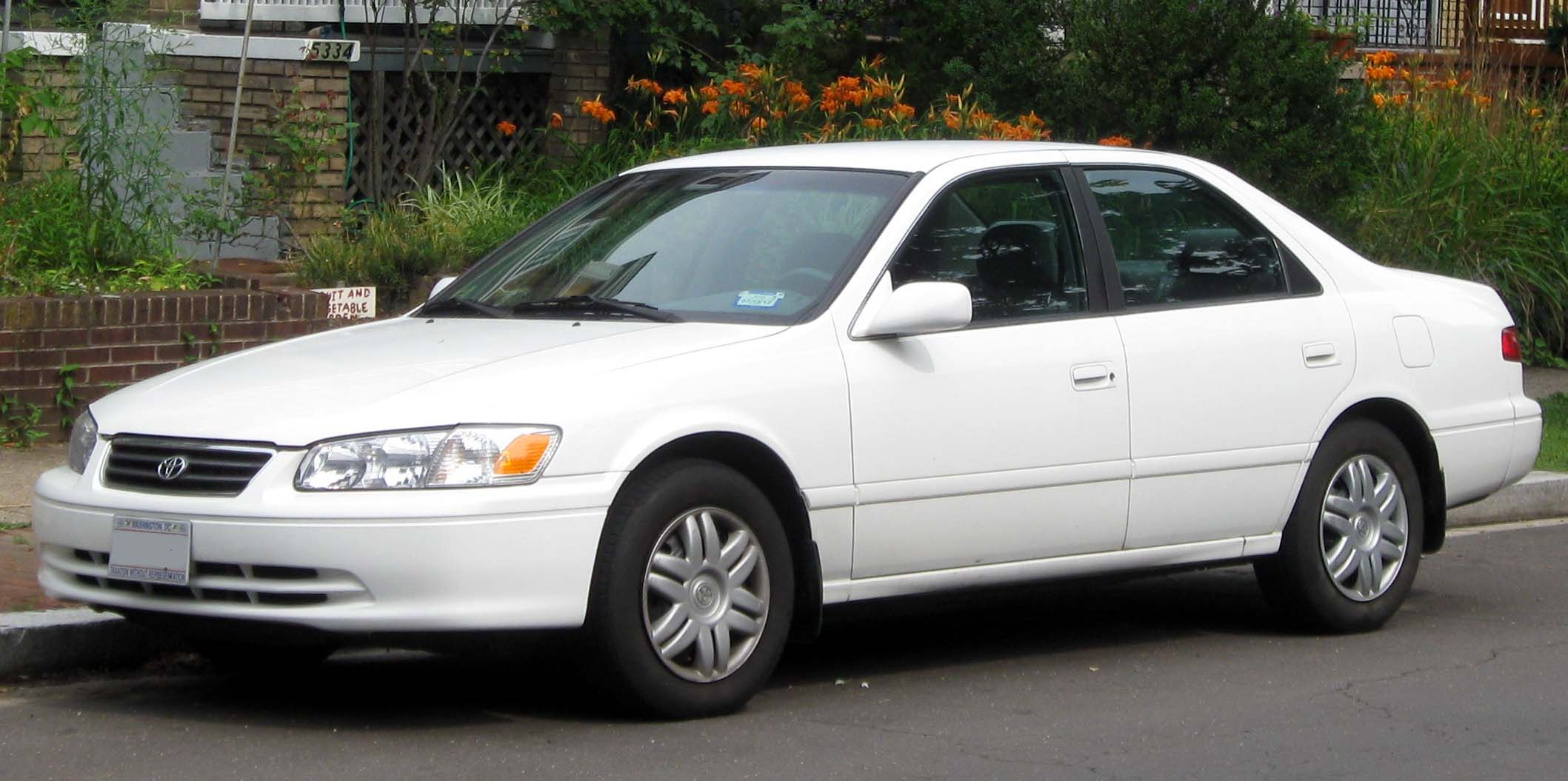

À la fin de 1991, le développement sur le XV20 a commencé après le lancement du XV10 dans le cadre du programme 415T. Le travail de conception a été gelé au début de 1994 et plus tard lancé aux États-Unis en septembre 1996 et au Japon en décembre 1996. Il a continué comme berline et break (appelé Camry Gracia au Japon), bien que ce dernier modèle n'ait pas été vendu aux États-Unis. États. Cette génération a été lancée aux États-Unis pour l'année modèle 1997.
En août 1999, pour l'année de modèle 2000, les modèles de berlines ont reçu une mise à niveau du milieu de gamme des carénages avant et arrière, mais sont restés semblables aux modèles de 1997 à 1999.
Aux États-Unis, la Camry SE a été abandonnée et le modèle de base a été renommé CE pour l'année modèle 1997. Les versions LE et XLE ont toutes deux été reprises de la série précédente. Tous les niveaux de finition étaient disponibles avec le moteur V6 de 2,2 litres ou le moteur V6 de 3,0 litres, à l'exception du Solara SLE, qui n'était disponible qu'avec le V6. TRD a offert un kit de suralimentation pour les modèles V6 de 1997 à 2000, augmentant la puissance à 250 ch (184 kW) et 328 N m de couple. Un coupé a été ajouté en 1999, puis une forme convertible en 2000. Contrairement au coupé de la génération XV10 Camrys, les nouvelles voitures à deux portes ont reçu une plaque séparée Camry Solara, ou simplement Solara. Ils ont également été un important changement de style de la berline. Le Solara était disponible en version SE et SLE, correspondant à peu près aux versions LE et XLE de la berline.
La puissance a été légèrement augmentée à 135 ch (99 kW) DIN pour le 5S-FE 2,2 L I4 et 195 ch (143 kW) DIN pour le 1MZ-FE V6. Les transmissions manuelles (modèle: S51) n'étaient disponibles que sur le niveau de finition CE, LE V6 et tout modèle Solara. Camrys et Solaras équipées du moteur 5S-FE 4 cylindres et du kit de trim approprié ont reçu la transmission manuelle S51, tandis que celles équipées du moteur 6 cylindres 1MZ-FE ont reçu la boîte manuelle E153.

## Toyota Camry XV30 (2002-2006)

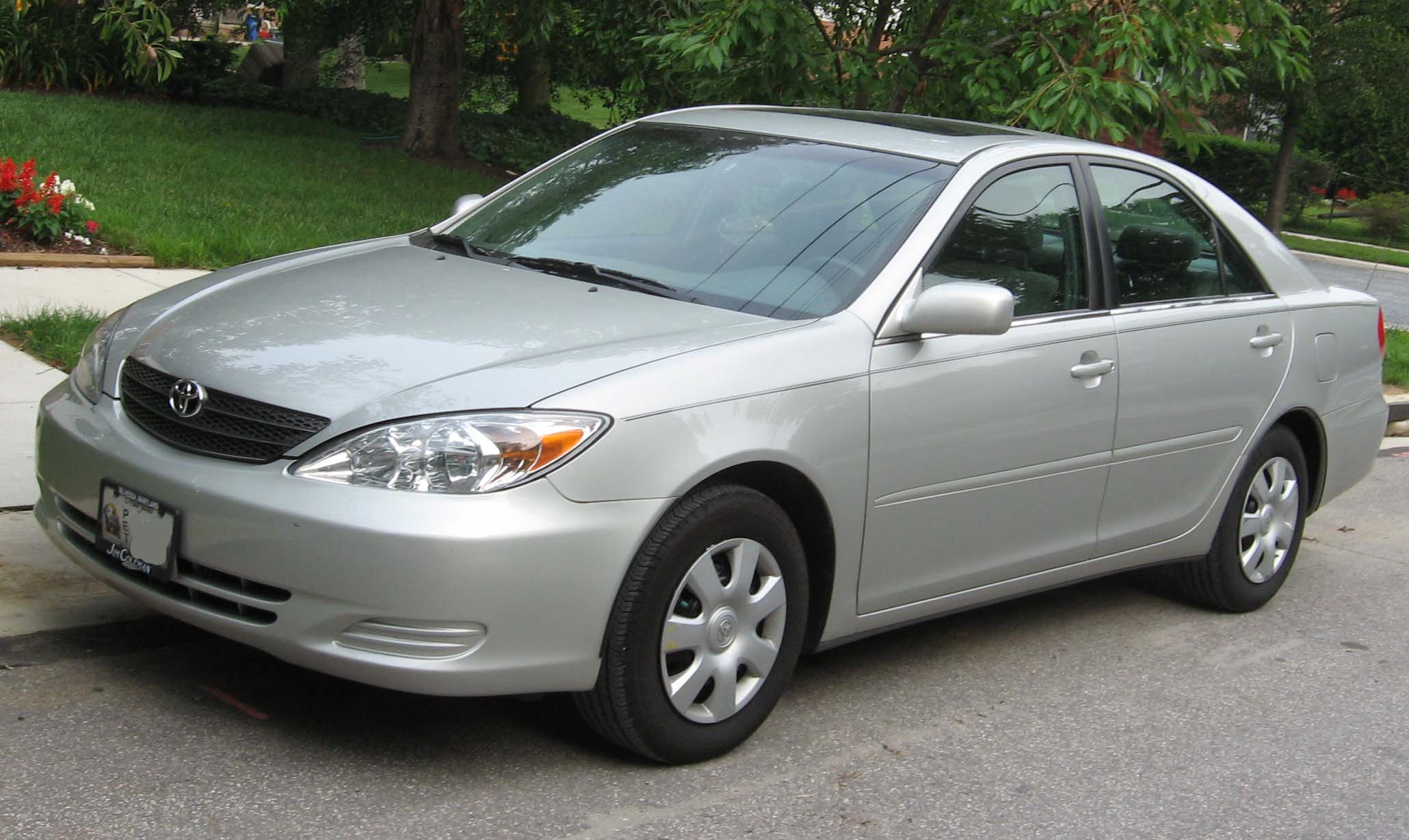

Sorti en septembre 2001 pour l'année modèle 2002, Toyota a publié la série Camry XV30 comme une berline plus grande, mais sans un break pour la première fois. La disparition du wagon s'est produite en raison de l'érosion de ses ventes aux fourgonnettes et aux VUS multisegments.
Toyota a redessiné cette série pour la première fois depuis le V30 et le XV10. Grâce à des gains d'efficacité tels que l'informatisation accrue et l'introduction du XV30 sur la plate-forme K introduite avec le Toyota Highlander (XU20) de 2000, Toyota accélère le développement de la production XV30 à 26 mois, contre 36 mois avec le XV20. En conséquence, Toyota a prétendu que le modèle XV30 avait coûté 30 % moins cher à concevoir et à développer que son prédécesseur. Le XV30 avait également une teneur en pièces augmentée par rapport au XV20, mais ne coûtait plus rien à fabriquer.
Jusqu'à l'année modèle 2003, la Camry Solara est restée sur le châssis de la série XV20, et n'a reçu que des améliorations mineures de style aux extrémités avant et arrière. Cependant, le Solara a reçu le même moteur 2AZ-FE I4 de 2,4 litres qui était disponible sur la berline Camry. Les États-Unis ont reçu trois options de moteur, un moteur quatre cylindres en ligne de 2,4 litres de 115 kW (156 ch), un V6 de 3,0 litres de 142 kW (193 ch) et une version de 3,3 litres de 157 kW (213 ch). Le 3,3 litres était seulement disponible pour le modèle SE plus sportif de la Camry.

## Toyota Camry XV40 (2006–2011)
Cette septième génération a été lancée début 2006.
Elle est équipée d'un 4 cylindres 2,4 litres de 158 ch et d'un V6 3,5 litres de 268 ch en Amérique du Nord et avec d'autres moteurs essences ailleurs dans le monde.
Elle s'est aussi convertie à la technologie hybride avec des véhicules équipés du système Hybrid Synergy Drive.
Depuis 1998, des déclinaisons coupé et cabriolet de la Camry de l'époque sont apparus sous le nom de Solara. Elles ne sont plus produites depuis 2009.
473 108 Camry (Solara comprises) ont été vendues en 2007 aux États-Unis, faisant d'elle la voiture la plus vendue aux États-Unis, hors trucks (SUV, 4x4, van et pick-up).
Cette génération de Camry a vu une différenciation encore plus grande entre le modèle régulier vendu à l'international (y compris le Japon) et le prestige Camry vendu dans le reste de l'Asie. La Camry régulière, équipée de moteurs à quatre cylindres, s'est vendue aux côtés de la Camry de prestige à moteur V6 en Océanie et au Moyen-Orient comme la Toyota Aurion. Entre 2006 et 2010, la Camry régulière a également été rebaptisée comme le modèle Daihatsu Altis, qui a vendu aux côtés de la Camry au Japon. Le Daihatsu ne différait que par le badging, sans changements cosmétiques.
La XV40 Camry a été présentée au Salon international de l'auto de l'Amérique du Nord 2006 aux côtés d'une version hybride et a été mise en vente en mars 2006 pour l'année modèle 2007.
La puissance vient d'un choix de moteurs à quatre et à six cylindres. Le moteur 2AZ-FE I4 de 2,4 litres a été transporté et a produit 160 ch (118 kW). Il est venu avec une transmission manuelle à cinq vitesses ou une transmission automatique à cinq vitesses. Le V6 2GR-FE de 3,5 litres en revanche est venu avec une nouvelle automatique à six vitesses et produit 272 ch (200 kW). La Camry a été réaménagée en 2009 pour l'année modèle 2010 avec un carénage redessiné, des feux arrière, et un tout nouveau moteur à quatre cylindres de 2,5 litres 2AR-FE avec une nouvelle transmission automatique à six vitesses. Le moteur de 2,5 litres produit 171 ch (126 kW) pour la base, les modèles LE, XLE et 181 ch (133 kW) pour la SE. Les serrures électriques, le contrôle de la stabilité et le contrôle de la traction ont également été normalisés en 2010.
La Camry série XV40 est la première dans laquelle la Camry a été disponible en tant qu'hybride essence/électrique. La Camry hybride utilise le système hybride hybride de deuxième génération (HSD) de Toyota et un quatre cylindres 2AZ-FXE de 110 kW (150 ch) avec un moteur électrique de 30 kW (41 ch) pour une puissance combinée de 140 kW (190 ch).
Le marché asiatique Camry dispose de différents styles avant et arrière, plus un intérieur revu. En Asie, la Camry occupait un haut de gamme, à un prix inférieur aux modèles de luxe allemands d'entrée de gamme. La gamme Asian Camry comprend un V6 de 3,5 litres et est vendue en tant que Toyota Aurion (XV40) en Australie. , en concurrence avec de grandes berlines australiennes comme le Ford Falcon et le Holden Commodore.

## Toyota Camry XV50 (2011–2017)
La Camry XV50 a été produite à partir du 21 août 2011, introduite le 23 août 2011, et a commencé ses ventes aux États-Unis en septembre 2011. L'intérieur a reçu un restyling majeur, tandis que l'extérieur a reçu une toute nouvelle tôle et un style plus angulaire.
La Camry américaine a porté sur trois choix de moteurs différents du modèle précédent. À partir d'un modèle hybride à quatre cylindres de 2,5 litres d'une puissance de 150 kW (204 ch), d'un moteur à essence quatre cylindres de 2,5 litres d'une puissance nominale de 133 kW (181 ch) et 230 N m; un V6 de 3,5 litres de 200 kW (272 ch) et 336 N m. La puissance de sortie a été augmentée principalement en passant à la direction assistée électrohydraulique. Les niveaux de finition comprennent le L, le LE, le SE, le XLE, le SE V6, le XLE V6, le Hybrid LE, le Hybrid XLE et, pour 2014, un modèle Hybrid SE. Tous les modèles sauf les hybrides sont de série avec les transmissions automatiques à six vitesses. Aucune transmission manuelle n'est offerte. Les hybrides sont équipés d'une transmission eCVT. Le modèle SE reçoit des palettes de changement de vitesse et une suspension plus rigide. Le nouveau modèle a augmenté l'économie de carburant en raison du poids plus léger, d'une carrosserie plus lisse et de pneus à faible résistance au roulement.
Un lifting majeur réalisé en Amérique du Nord en avril 2014 pour l'année modèle 2015 a mis à jour la plupart des panneaux extérieurs.
La Toyota Camry américaine a pris la première place en 2015 et 2016 en tant que voiture la plus fabriquée aux États-Unis avec plus de 75 % de ses pièces et de sa fabrication en provenance des États-Unis.

## Toyota Camry XV70 (2017–2024)
En juin 2018, Toyota annonce le retour de la Toyota Camry (8e génération) sur le continent européen en remplacement de la Toyota Avensis pour 2019 après quatorze ans d'absence sur le Vieux Continent. Toyota a décidé d'importer en France 1 000 Camry hybrides motorisées par le quatre cylindres 2,5 litres essence atmosphérique de 177 ch associé à un moteur électrique de 88 kW et 202 N m de couple, identique au Toyota RAV4, pour une puissance cumulée de 218 ch.
La Toyota Camry y devient rapidement populaire auprès d'une clientèle de taxis et VTC. 

### Phase 2
Fin 2020, la Camry VIII reçoit un lifting concentré notamment sur sa face avant et son système d'info-divertissement.
Elle cesse d'être commercialisée en France au second semestre 2022. 
L'importation en France reprend avec l'envoi de modèles de stock début 2024.

### Caractéristiques techniques
La Camry XII repose sur la plateforme modulaire TNGA GA-K (Toyota New Global Architecture) pour les grands modèles de Toyota.

#### Motorisations
|                                | Camry Hybrid                                  |
| ------------------------------ | --------------------------------------------- |
| Moteur                         | 4-cylindres en ligne (A25A-FXS)               |
| Cylindrée (cm3)                | 2 487                                         |
| Puissance maximale ch (kW)     | thermique : 177 électrique : 88 cumulée : 218 |
| au régime de (tr/min)          |                                               |
| Couple maximal (N m)           | 221                                           |
| au régime de (tr/min)          |                                               |
| Boîte de vitesses              | Automatique train épicycloïdal                |
| Transmission                   | Traction                                      |
| Vitesse maximale (en km/h)     | 180                                           |
| 0-100 km/h (en s)              | 8,3                                           |
| Consommation (en L/100 km)     | 4,4                                           |
| Émissions de CO2 (en g/km)     | 98                                            |
| Masse à vide (kg)              |                                               |
| Capacité du réservoir (litres) |                                               |
| Norme environnementale         | Euro 6                                        |